# Beipiaopterus
Beipiaopterus – rodzaj pterozaura. Zalicza się go do rodziny Ctenochasmatidae z formacji Yixian z barrema, z wczesnej kredy, znajdującej się w okolicy miasta Beipiao w Chinach. Od tego też miasta pochodzi nazwa rodzajowa Beipiaopterus ("skrzydło z Beipiao"). Jedyny gatunek znany jest z części kręgu, całego skrzydła i obu tylnych łap. Rozpiętość skrzydeł wynosiła 1,5 metra.